# لاین بومونت
لاین بومونت (انگلیسی: Lyne Beaumont؛ زاده ی ۲۳ ژانویهٔ ۱۹۷۸) شناگر اهل کانادا است.